# Willdenowia (czasopismo)
Willdenowia – czasopismo naukowe wydawane przez Berliński Ogród Botaniczny i Muzeum Botaniczne w Berlinie. Publikowane w nim są artykuły z zakresu systematyki glonów, grzybów i roślin obejmujące takie zagadnienia jak: ewolucja, taksonomia i nazewnictwo tych organizmów oraz dziedziny pokrewne, takie jak florystyka i geografia roślin. Artykuły publikowane są w języku angielskim.
Czasopismo zostało założone w 1895 roku pt „Notizblatt des Königlichen Botanischen Gartens und Museums zu Berlin” w celu publikowania informacji o zbiorach i działalności instytucji oraz wkładu badawczego jej pracowników i stowarzyszonych botaników. W czasie II wojny światowej zbiory uległy zniszczeniu. Czasopismo ponownie powstało, początkowo jako „Mitteilungen aus dem botanischen Garten und Museum Berlin-Dahlem”, następnie pod obecnym tytułem upamiętniającym Carla Ludwiga Willdenowa (1765–1812, dyrektora ogrodu i pierwszego profesora botaniki w Berlinie. Z czasem czasopismo rozrosło się do recenzowanego czasopisma o międzynarodowym autorstwie).
JSTOR udostępnia cyfrowe archiwum drukowanej edycji „Willdenowia” i jej prekursorów. Wydanie elektroniczne (od 1996, od 1999 z uzupełnieniami, których nie ma w wydaniu drukowanym) dostępne jest dla uprawnionych użytkowników.
Czasopismo dostępne jest w rocznej subskrypcji. Online dostępna jest lista najczęściej czytanych i ostatnio cytowanych artykułów oraz wykaz artykułów i ich streszczenia.
ISSN: 18686397.